# Södermanlands runinskrifter 381
Runinskrift Sö 381 är ett runstensfragment i Ladvik, Salems socken och Salems kommun i Södermanland.

## Inskriften
Runsvenska: . . . t : igul : faþu . . .
Normaliserad: . . . [a]t Igul, faðu[r] . . .
Nusvenska: . . . efter Igul (sin) fader . . .

## Beskrivning
Fragmentet som består av röd sandsten är cirka 90 cm x 100 cm stort och cirka 10 cm - 20 cm tjockt. Det står uppstöttat av några mindre stenknotor. Enligt runverkets noteringar ska ristningen ha blivit imålad i augusti 1995. År 2013 var skriften nästan helt övertäckt med lavar.
Fragmentet som hittades hösten 1933 vid traktorsplöjning låg på ungefär 30 centimeters djup i åkern omkring 500 meter sydöst om Ladviks gård och omkring fem meter söder om vägen Viksberg—Lundby—Bergaholm. Det fördes till vägkanten där det nu är placerat i slänten ned mot åkern. Trots fragmentets ganska stora dimensioner innehåller det endast en liten del av en uppenbarligen ganska stor ristning.

## Fler bilder

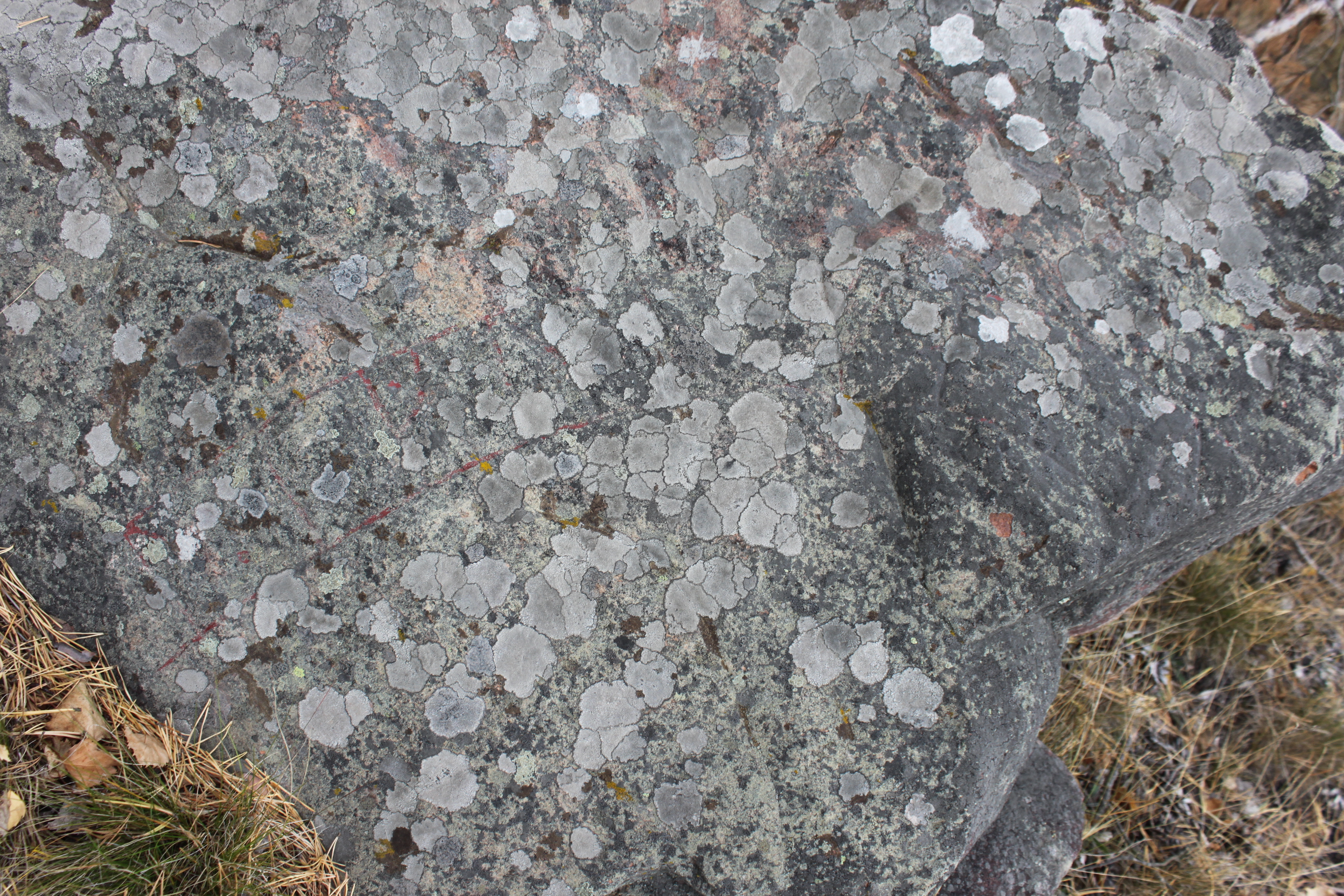
Inskriften på Sö 381.
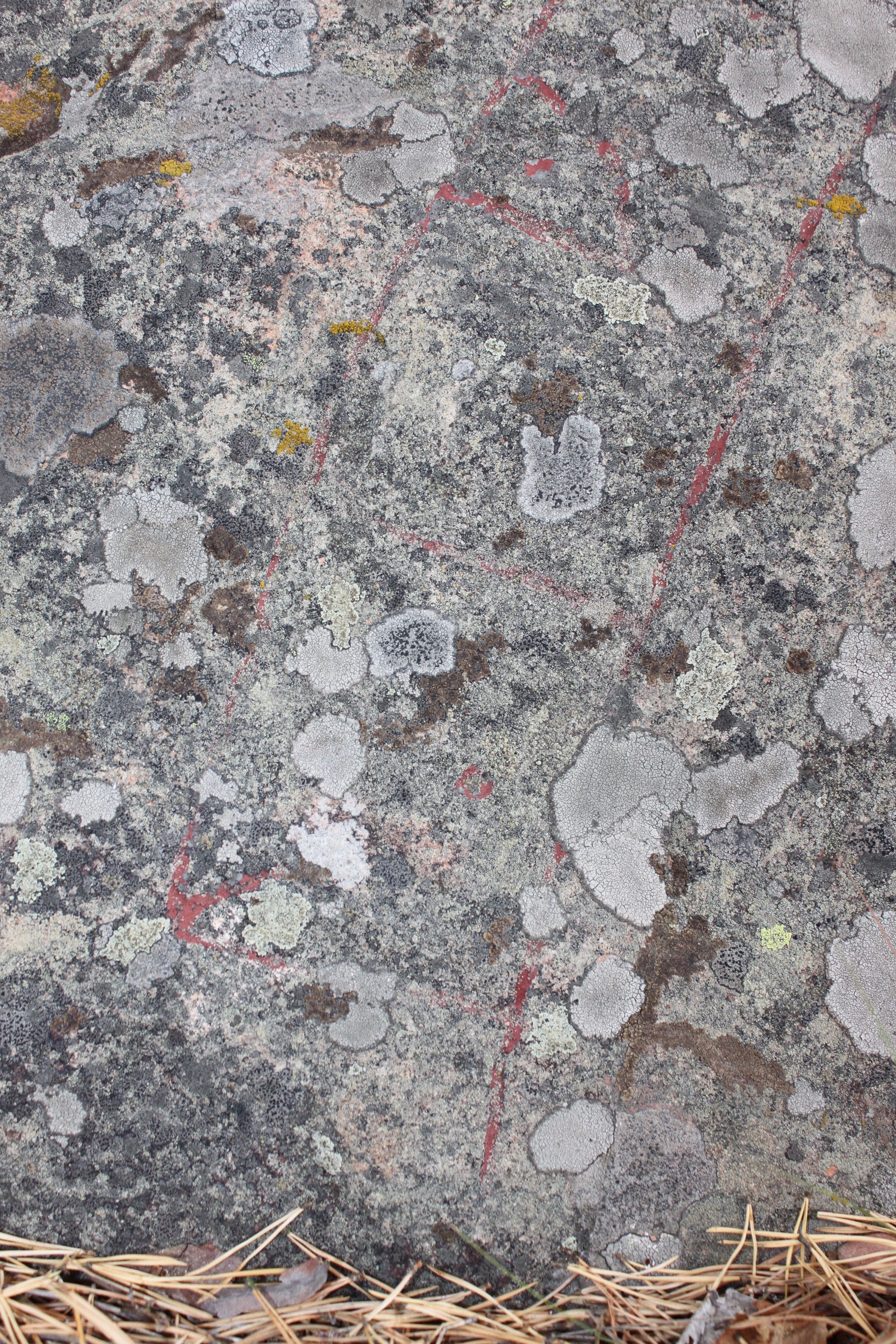
Detalj av Sö 381.
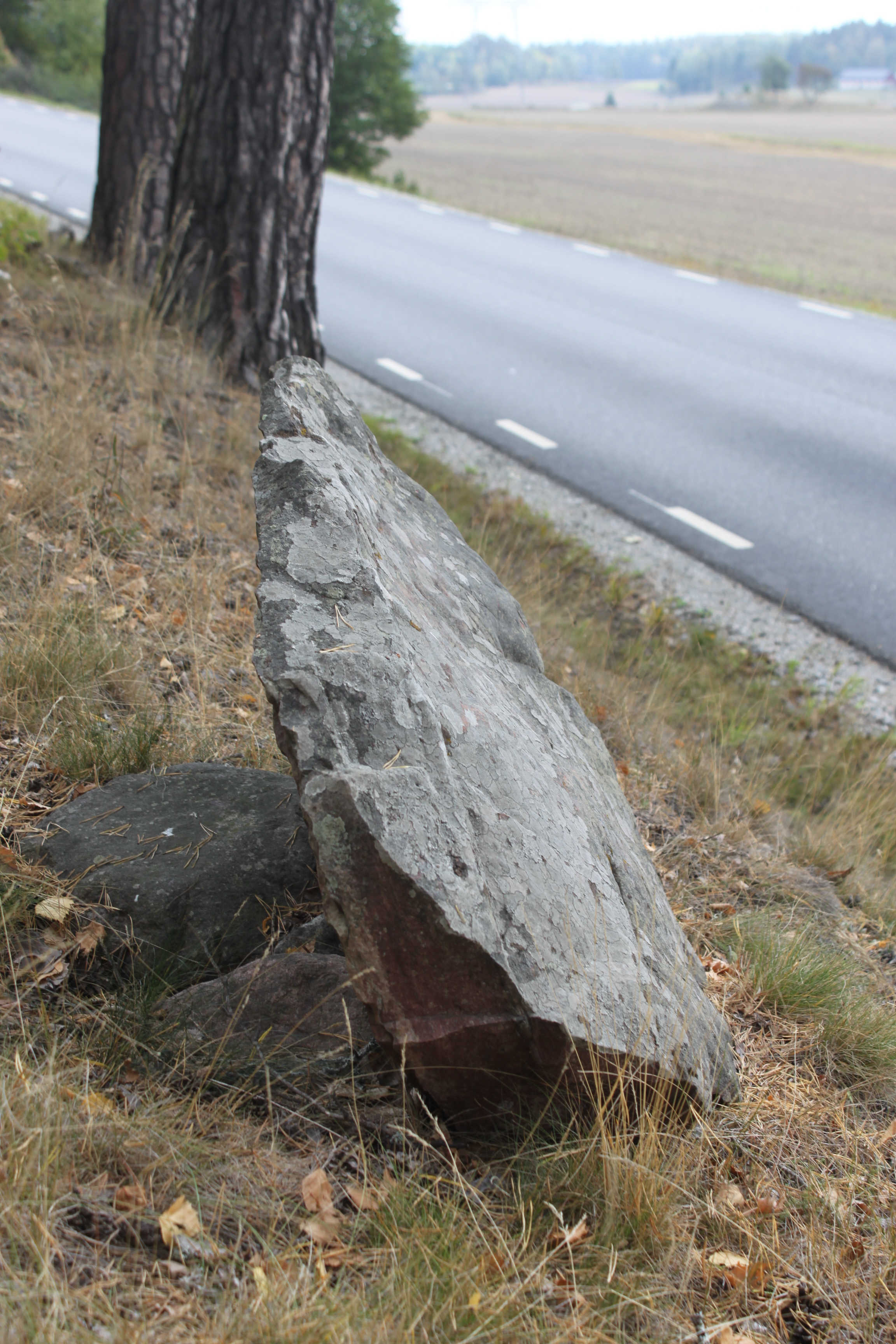
Ena sidan och vägen av Sö 381.
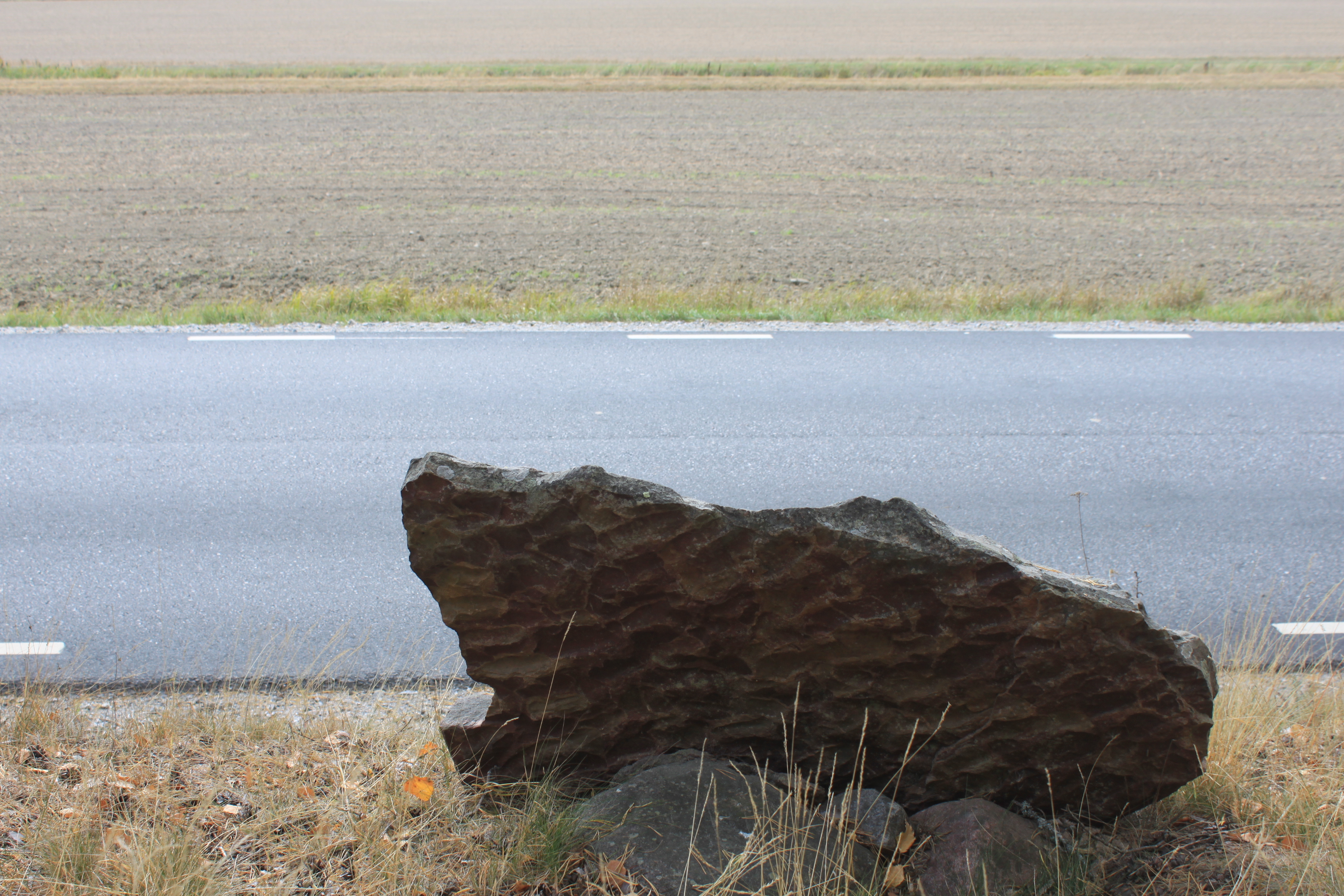
Baksidan av Sö 381.
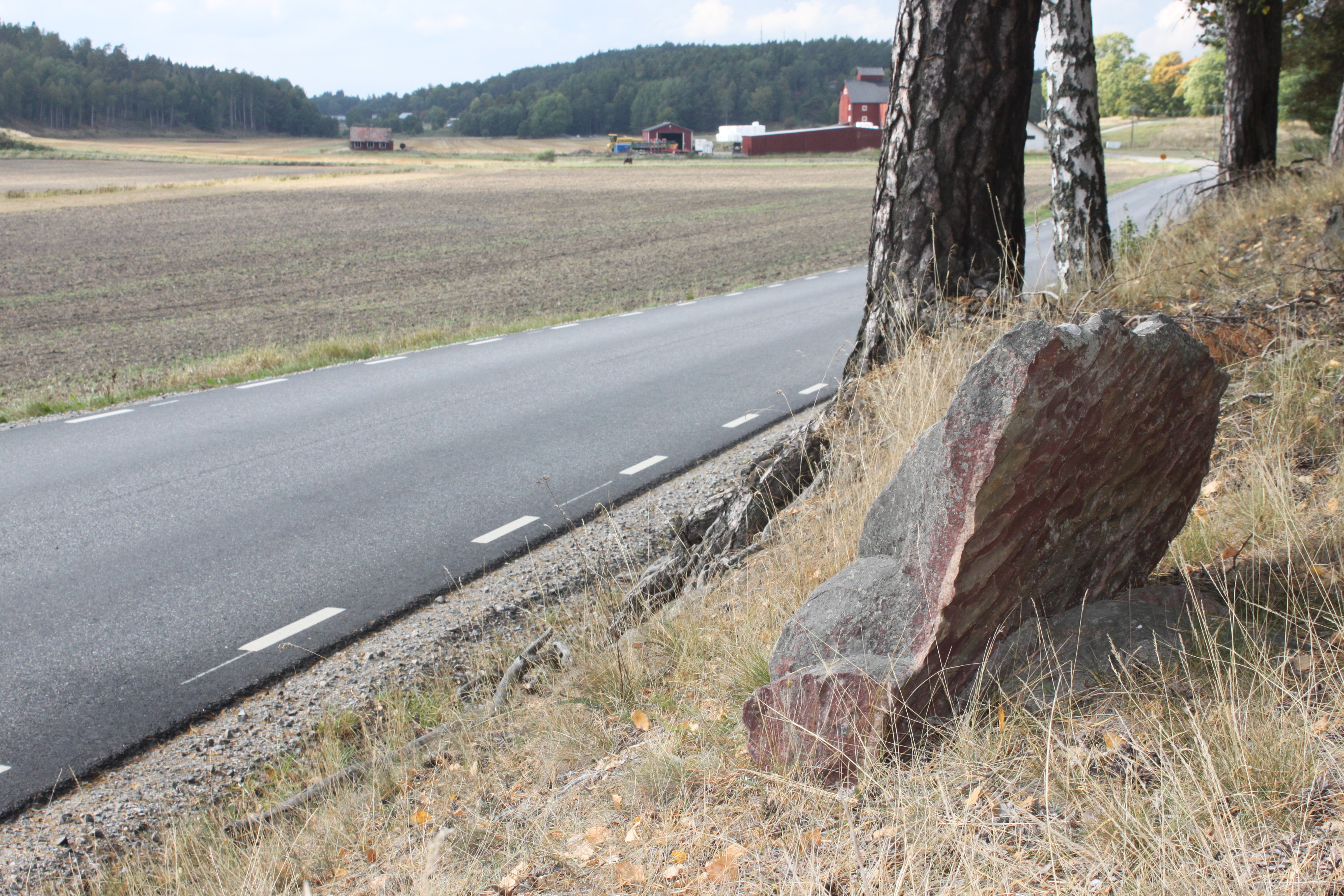
Andra sidan och vägen av Sö 381.
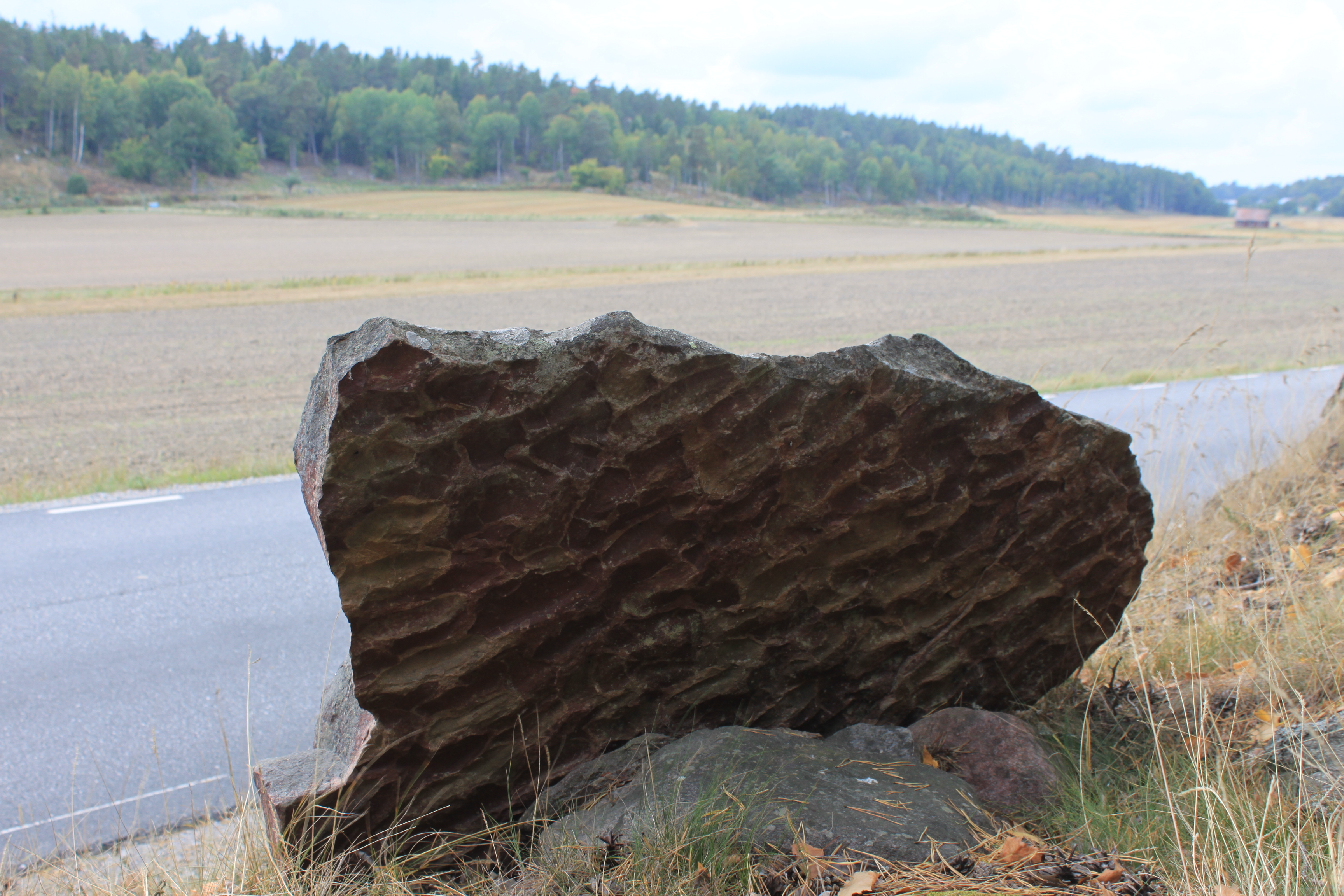
Snett bakifrån av Sö 381.